# Melvin Jules Bukiet
Melvin Jules Bukiet (geboren 1953) ist ein US-amerikanischer Schriftsteller und Literaturkritiker.

## Leben
Melvin Jules Bukiet ist ein Kind von Überlebenden des Holocaust. Die Familie stammte aus Proszowice. Sein Vater und sein Onkel überlebten das Ghetto Krakau und die Haft im KZ Auschwitz und im KZ Theresienstadt.  
Bukiet war Literaturprofessor am Sarah Lawrence College. Er ist Mitglied des Vorstands der American Society for Yad Vashem. 
Bukiet schreibt Literaturkritiken unter anderem für die New York Times, die Washington Post, The Paris Review und The American Scholar. Er veröffentlichte mehrere Romane und Bände mit Erzählungen. Er gewann 1992 den Edward Lewis Wallant Award. 

## Werke (Auswahl)
Belletristik
- Sandman's Dust. New York : Arbor House, 1985
- While the Messiah tarries. Syracuse : Syracuse University Press, 1995
  - Die Launen des Messias : Erzählungen. Übersetzung Hans-Jürgen Heckler. München : Luchterhand, 2000 ISBN 978-3-630-87081-6
- After. New York : Picador, 1996
  - Danach : Roman. Übersetzung Benjamin Schwarz. München : Luchterhand, 1997 ISBN 978-3-630-86966-7
- Signs and wonders. New York : Picador, 1999 
  - Zeichen und Wunder: Roman. Übersetzung Benjamin Schwarz. München : Luchterhand, 1999 ISBN 978-3-630-87000-7
- Strange fire. New York : W. W. Norton, 2001
  - Fremdes Feuer. Übersetzung Benjamin Schwarz. München : Luchterhand, 2002 ISBN 978-3-630-87126-4
- Stories of an imaginary childhood. Madison : The University of Wisconsin Press, 2002
- A Faker's Dozen : stories. New York : Norton, 2003
- Undertown. New York : Amulet Books, 2013
- Naked Came the Post-Postmodernist. New York : Arcade, 2013

Anthologien
- (Hrsg.): Neurotica: Jewish Writers on Sex. New York : Broadway Books, 2000
- (Hrsg.): Nothing Makes You Free: Writings by Descendants of Jewish Holocaust Survivors. New York : W.W. Norton, 2002
- mit David G. Roskies (Hrsg.) : Scribblers on the Roof: Contemporary Jewish Fiction. Persea, New York, 2006